# Leptorchestes semirufus
Leptorchestes semirufus är en spindelart som beskrevs av Simon 1901. Leptorchestes semirufus ingår i släktet Leptorchestes och familjen hoppspindlar. Inga underarter finns listade i Catalogue of Life.